# Jeremy Bloom

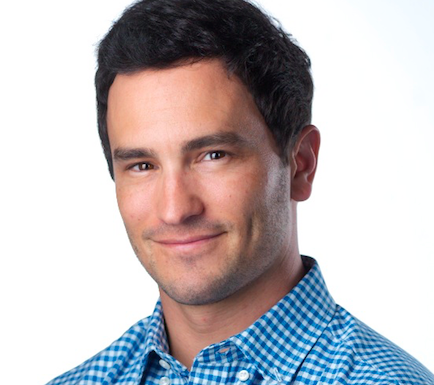

Jeremy Ryan Bloom (Fort Collins (Colorado), 2 april 1982) is een Amerikaans freestyleskiër, Americanfootballspeler en model.
Hij deed tweemaal mee aan de Olympische Winterspelen; in 2002 werd hij in Salt Lake City 9e en in 2006 in Turijn 6e. Hij werd wereldkampioen in 2003 en 2005. Zijn belevenissen tijdens de Spelen van Salt Lake City waren het onderwerp van een programma op MTV. Daarna werd hij door kledingfabrikant Tommy Hilfiger ingehuurd voor reclamecampagnes.
In het American football was Bloom wide receiver en punt returner voor het team van de Universiteit van Colorado. Hij werd echter onverkiesbaar verklaard, omdat hij als skiër werd gesponsord. Dit leidde tot een langdurige rechtszaak.
Na de Spelen van Turijn werd Bloom geselecteerd in de Draft van de National Football League door de Philadelphia Eagles. Tijdens het trainingskamp raakte hij echter geblesseerd aan zijn hamstring. In 2008 kwam hij nog een half jaar uit voor de Pittsburgh Steelers.
Na zijn sportcarrière werkte hij onder andere als verslaggever voor ESPN, Fox en NBC.